# Papa Waigo
Papa Waigo N'Diayè (Saint-Louis, 20 gennaio 1984) è un ex calciatore senegalese, di ruolo attaccante.

## Carriera

### Club

#### Gli inizi, Verona
Il suo debutto nel campionato italiano risale al campionato di Serie B 2002-2003 con la maglia del Verona. Nel 2005 passa al Cesena. Dopo aver segnato 15 reti nel campionato di Serie B 2006-2007 con i romagnoli, viene acquistato dal Genoa, il cui allenatore Gasperini lo aveva richiesto espressamente. Firma un contratto pluriennale.
Nel gennaio 2008 si trasferisce in comproprietà alla Fiorentina, nell'ambito dell'operazione che porta il terzino Anthony Vanden Borre a Genova con la stessa formula. È inserito nella rosa dei giocatori della nazionale senegalese che disputano la Coppa d'Africa 2008.
Il 27 febbraio 2008, allo Stadio Franchi, nel derby toscano contro il Livorno, realizza la sua prima rete in Serie A con la maglia della Fiorentina (la partita termina 1-0). Il 2 marzo 2008, nella sfida Juventus-Fiorentina, decisiva per il quarto posto in campionato, è autore di una grande prestazione segnando il punto del momentaneo 2-2 e realizzando l'assist per Osvaldo che sancirà il definitivo 3-2 per la squadra viola.

#### Lecce, Southampton, Fiorentina, Grosseto e Ascoli
Il 27 gennaio 2009 viene ufficializzato il suo trasferimento al Lecce con la formula del prestito fino alla fine della stagione; gli viene assegnata la maglia numero 35.
Fa il suo debutto con la maglia dei salentini in Serie A il 1º febbraio 2009 nel secondo tempo della partita Siena-Lecce 1-2. Alla fine della stagione rientra a Firenze.
Il 2 settembre 2009, alla chiusura del calciomercato, viene ufficializzato il prestito del giocatore alla compagine inglese del Southampton, militante nella terza serie nazionale.
Il 26 giugno 2010 viene risolta alle buste la compartecipazione del cartellino di Papa Waigo tra la Fiorentina e il Genoa, a favore della squadra viola: entrambe le squadre non hanno presentato alcuna offerta, ma la Fiorentina era la società titolare del tesseramento. Il 23 ottobre dello stesso anno il giocatore torna a calcare i campi di gioco, sostituendo al 22' della ripresa Santana nella gara interna di Serie A contro il Bari, vinta per 2-1 dalla formazione viola.
Il 4 gennaio 2011 è ceduto in prestito al Grosseto, formazione di Serie B.
Esordisce con i toscani il 10 gennaio nella partita persa per 2-0 contro l'Atalanta, mentre il suo primo gol arriva il 15 gennaio nella gara vinta in casa dell'Ascoli, contro cui realizza la rete del definitivo 2-1. Il suo secondo gol arriva nei minuti finali della gara contro il Padova vinta per 3-1 allo Stadio Carlo Zecchini di Grosseto.
Il 10 agosto 2011 è ceduto a titolo definitivo all'Ascoli, con cui firma un contratto annuale con opzione per altri due. Esordisce in Coppa Italia con la sua nuova squadra il 14 agosto, nel vittorioso incontro con il Taranto, mentre in campionato debutta il 27 agosto nella partita persa in casa contro il Torino. Il primo gol arriva il 30 agosto alla seconda giornata di campionato contro il Gubbio. Conclude la stagione con 40 presenze e 15 gol segnati in Serie B.

#### Le esperienze in Medio oriente
All'inizio della stagione 2012-2013 Papa Waigo viene convocato in ritiro con l'Ascoli, ma non si presenta. Scoppia un caso: Papa Waigo, infatti, si reca negli Emirati Arabi Uniti e firma un contratto biennale con l'Al-Wahda pur essendo ancora un giocatore dell'Ascoli. Perciò il giocatore e l'Al-Wahda rischiano di essere sanzionati dalla FIFA.
Il Tribunale Arbitrale dello Sport (TAS) di Losanna, nel gennaio 2016, condannerà sia l'Al-Wahda che Papa Waigo a risarcire all'Ascoli i danni subiti a seguito dell'inadempimento del calciatore, danni quantificati in 500 000 euro oltre interessi.
Nel frattempo, dal 2013 al 2015, Papa Waigo gioca in Arabia Saudita con Al-Ettifaq e Al-Ra'ed, per poi tornare negli Emirati Arabi Uniti, dove nel giro di tre anni gioca con Ittihad Kalba, Al-Uruba, e Al Thaid.

#### Il ritorno in Italia
Nel settembre 2018 torna in Italia, ingaggiato dalla Folgore Caratese, squadra di Serie D presieduta dal giornalista sportivo Michele Criscitiello. Nel successivo mese di marzo rescinde il contratto, dopo aver collezionato 8 presenze senza gol.

## Statistiche

### Presenze e reti nei club
Statistiche aggiornate al 30 giugno 2019
| Stagione          | Squadra           | Campionato        | Campionato | Campionato | Coppe nazionali | Coppe nazionali | Coppe nazionali | Coppe europee | Coppe europee | Coppe europee | Altre coppe | Altre coppe | Altre coppe | Totale | Totale | Totale |
| Stagione          | Squadra           | Comp              | Pres       | Reti       | Comp            | Pres            | Reti            | Comp          | Pres          | Reti          | Comp        | Pres        | Reti        | Pres   | Reti   |        |
| ----------------- | ----------------- | ----------------- | ---------- | ---------- | --------------- | --------------- | --------------- | ------------- | ------------- | ------------- | ----------- | ----------- | ----------- | ------ | ------ | ------ |
| 2002-2003         | Verona            | B                 | 2          | 0          | CI              | 0               | 0               | -             | -             | -             | -           | -           | -           | 2      | 0      |        |
| 2003-2004         | Verona            | B                 | 33         | 7          | CI              | 0               | 0               | -             | -             | -             | -           | -           | -           | 33     | 7      |        |
| 2004-2005         | Verona            | B                 | 30         | 4          | CI              | 3               | 0               | -             | -             | -             | -           | -           | -           | 33     | 4      |        |
| Totale Verona     | Totale Verona     | Totale Verona     | 65         | 11         |                 | 3               | 0               |               | -             | -             |             | -           | -           | 68     | 11     |        |
| 2005-2006         | Cesena            | B                 | 36+2       | 5          | CI              | 0               | 0               | -             | -             | -             | -           | -           | -           | 38     | 2      |        |
| 2006-2007         | Cesena            | B                 | 35         | 15         | CI              | 2               | 0               | -             | -             | -             | -           | -           | -           | 37     | 15     |        |
| Totale Cesena     | Totale Cesena     | Totale Cesena     | 71+2       | 20         |                 | 2               | 0               |               | -             | -             |             | -           | -           | 75     | 20     |        |
| 2007-gen. 2008    | Genoa             | A                 | 9          | 0          | CI              | 2               | 2               | -             | -             | -             | -           | -           | -           | 11     | 2      |        |
| gen.-giu. 2008    | Fiorentina        | A                 | 7          | 2          | CI              | 0               | 0               | CU            | 1             | 0             | -           | -           | -           | 8      | 2      |        |
| 2008-gen. 2009    | Fiorentina        | A                 | 0          | 0          | CI              | 0               | 0               | UCL           | -             | -             | -           | -           | -           | 0      | 0      |        |
| gen.-giu. 2009    | Lecce             | A                 | 6          | 0          | CI              | -               | -               | -             | -             | -             | -           | -           | -           | 6      | 0      |        |
| 2009-2010         | Southampton       | FL1               | 35         | 5          | FACup+CdL       | 3+0             | 1               | -             | -             | -             | FLT         | 6           | 5           | 44     | 11     |        |
| 2010-gen. 2011    | Fiorentina        | A                 | 1          | 0          | CI              | 1               | 0               | -             | -             | -             | -           | -           | -           | 2      | 0      |        |
| Totale Fiorentina | Totale Fiorentina | Totale Fiorentina | 8          | 2          |                 | 1               | 0               |               | 1             | 0             |             | -           | -           | 10     | 2      |        |
| gen.-giu. 2011    | Grosseto          | B                 | 10         | 2          | CI              | -               | -               | -             | -             | -             | -           | -           | -           | 10     | 2      |        |
| 2011-2012         | Ascoli            | B                 | 40         | 15         | CI              | 2               | 0               | -             | -             | -             | -           | -           | -           | 42     | 15     |        |
| 2012-2013         | Al-Wahda          | PL                | 26         | 13         | EEC             | 8               | 4               | -             | -             | -             | -           | -           | -           | 34     | 17     |        |
| 2013-2014         | Al-Ettifaq        | SPL               | 26         | 9          | SCC             | 4               | 5               | -             | -             | -             | -           | -           | -           | 30     | 14     |        |
| 2014-2015         | Al-Raed           | SPL               | 5          | 1          | SCC             | 0               | 0               | -             | -             | -             | -           | -           | -           | 5      | 1      |        |
| 2015-2016         | Al-Kalba          | PL                | 22         | 5          | EEC             | 0               | 0               | -             | -             | -             | -           | -           | -           | 22     | 5      |        |
| 2016-2017         | Al-Urooba         | PL                | 32         | 12         | EEC             | 0               | 0               | -             | -             | -             | -           | -           | -           | 32     | 12     |        |
| 2017-2018         | Al Thaid          | PL                | 15         | 7          | EEC             | 0               | 0               | -             | -             | -             | -           | -           | -           | 15     | 7      |        |
| 2018-2019         | Folgore Caratese  | D                 | 8          | 0          | CI-D            | -               | -               | -             | -             | -             | -           | -           | -           | 8      | 0      |        |
| Totale carriera   | Totale carriera   | Totale carriera   | 378+2      | 102        |                 | 25              | 12              |               | 1             | 0             |             | 6           | 5           | 412    | 119    |        |

### Cronologia presenze e reti in Nazionale
| Cronologia completa delle presenze e delle reti in nazionale ― Senegal | Cronologia completa delle presenze e delle reti in nazionale ― Senegal | Cronologia completa delle presenze e delle reti in nazionale ― Senegal | Cronologia completa delle presenze e delle reti in nazionale ― Senegal | Cronologia completa delle presenze e delle reti in nazionale ― Senegal | Cronologia completa delle presenze e delle reti in nazionale ― Senegal | Cronologia completa delle presenze e delle reti in nazionale ― Senegal | Cronologia completa delle presenze e delle reti in nazionale ― Senegal |
| Data                                                                   | Città                                                                  | In casa                                                                | Risultato                                                              | Ospiti                                                                 | Competizione                                                           | Reti                                                                   | Note                                                                   |
| ---------------------------------------------------------------------- | ---------------------------------------------------------------------- | ---------------------------------------------------------------------- | ---------------------------------------------------------------------- | ---------------------------------------------------------------------- | ---------------------------------------------------------------------- | ---------------------------------------------------------------------- | ---------------------------------------------------------------------- |
| 7-10-2006                                                              | Ouagadougou                                                            | Burkina Faso                                                           | 1 – 0                                                                  | Senegal                                                                | Qual. Coppa d'Africa 2008                                              | -                                                                      | 52’                                                                    |
| 7-2-2007                                                               | Dakar                                                                  | Senegal                                                                | 2 – 1                                                                  | Benin                                                                  | Amichevole                                                             | 1                                                                      |                                                                        |
| 2-6-2007                                                               | Mwanza                                                                 | Tanzania                                                               | 1 – 1                                                                  | Senegal                                                                | Qual. Coppa d'Africa 2008                                              | -                                                                      | 60’                                                                    |
| 10-6-2007                                                              | Blantyre                                                               | Malawi                                                                 | 2 – 3                                                                  | Senegal                                                                | Amichevole                                                             | -                                                                      | 68’                                                                    |
| 17-6-2007                                                              | Matola                                                                 | Mozambico                                                              | 0 – 0                                                                  | Senegal                                                                | Qual. Coppa d'Africa 2008                                              | -                                                                      | 67’                                                                    |
| 21-8-2007                                                              | Londra                                                                 | Ghana                                                                  | 1 – 1                                                                  | Senegal                                                                | Amichevole                                                             | -                                                                      | 79’                                                                    |
| 14-10-2007                                                             | Rouen                                                                  | Guinea                                                                 | 1 – 3                                                                  | Senegal                                                                | Amichevole                                                             | -                                                                      | Ingresso                                                               |
| 12-1-2008                                                              | Dakar                                                                  | Senegal                                                                | 3 – 1                                                                  | Namibia                                                                | Amichevole                                                             | -                                                                      | 86’                                                                    |
| 16-1-2008                                                              | Ouagadougou                                                            | Benin                                                                  | 1 – 2                                                                  | Senegal                                                                | Amichevole                                                             | -                                                                      | 46’                                                                    |
| 31-1-2008                                                              | Kumasi                                                                 | Senegal                                                                | 1 – 1                                                                  | Sudafrica                                                              | Coppa d'Africa 2008 - 1º turno                                         | -                                                                      | 60’                                                                    |
| 31-5-2008                                                              | Dakar                                                                  | Senegal                                                                | 1 – 0                                                                  | Algeria                                                                | Qual. Mondiali 2010                                                    | -                                                                      |                                                                        |
| 8-6-2008                                                               | Banjul                                                                 | Gambia                                                                 | 0 – 0                                                                  | Senegal                                                                | Qual. Mondiali 2010                                                    | -                                                                      | 69’                                                                    |
| 15-6-2008                                                              | Paynesville                                                            | Liberia                                                                | 2 – 2                                                                  | Senegal                                                                | Qual. Mondiali 2010                                                    | -                                                                      | 46’                                                                    |
| 21-6-2008                                                              | Dakar                                                                  | Senegal                                                                | 3 – 1                                                                  | Liberia                                                                | Qual. Mondiali 2010                                                    | -                                                                      | 37’                                                                    |
| 20-8-2008                                                              | Tripoli                                                                | Libia                                                                  | 0 – 0                                                                  | Senegal                                                                | Amichevole                                                             | -                                                                      | 70’                                                                    |
| Totale                                                                 |                                                                        | Presenze                                                               | 15                                                                     |                                                                        | Reti                                                                   | 1                                                                      |                                                                        |

## Palmarès

### Club

#### Competizioni nazionali
- Football League Trophy: 1

Southampton: 2009-2010